# Cutterbericht
Die Funktion des Cutterberichts (englisch Continuity Report), besteht darin, das am Filmset gedrehte Bildmaterial für den Schneideraum inhaltlich und technisch zu dokumentieren. Der Bericht erleichtert es dem Filmeditor und dessen Schnittassistenten, beim Digitalisieren und Sortieren des zu schneidenden Materials die Übersicht zu behalten.
Beim fiktionalen Film wird für jede gedrehte Kameraeinstellung eine eigene Seite im Cutterbericht angelegt. Diese Arbeit wird am Set vom Script/Continuity übernommen.
In einem Cutterbericht müssen folgende Angaben gemacht werden:
1. Allgemeine Informationen
- Die Bildnummer (Szenennummer) und Einstellungsnummer, auf die sich der Bericht bezieht. Bild- und Einstellungsnummer müssen dabei mit der Bezeichnung auf der Filmklappe übereinstimmen.
- Das Motiv, an dem die Szene spielt, sowie die Bildstimmung (z. B. Innen/TAG).
- Das Datum des Drehtags, an dem die jeweilige Einstellung gedreht wurde.

2. Takes
Je nachdem, wann der Filmregisseur mit der Qualität einer Einstellung zufrieden ist, werden meist mehrere Takes pro Einstellung gedreht. Die Anzahl der Takes wird im Bericht festgehalten. Zu jedem Take werden weitere, detaillierte Angaben gemacht:
- Länge eines Takes (je nach Medium entweder in Minuten oder Metern)
- Position auf dem Speicherformat – bei Videoformaten über den Timecode, bei Filmformaten über den Meterstand der Filmrolle
- Angaben zur Qualität des jeweiligen Takes und zu etwaigen Störungen und Abbrüchen
- Angaben zum Ton (Originalton, Primärton, stumm etc.)

3. Beschreibung der Einstellung
Unterschieden wird zwischen der inhaltlich und technischen Beschreibung. Die inhaltliche Beschreibung bezieht sich darauf, was vor der Kamera passiert. Beim Spielfilm wäre dies z. B., was die Schauspieler tun und sagen. Die technische Beschreibung bezieht sich darauf, wie die Kamera sich bewegt, welcher Bildausschnitt gewählt ist und welche Optiken, Filter und Blenden in der Einstellung verwendet wurden.
Mit Hilfe dieser Beschreibungen kann im Schneideraum schnell die gewünschte Einstellung auch bei großen Mengen an gedrehtem Bildmaterial gefunden werden.